# Ridgeway, Iowa
Ridgeway là một thành phố thuộc quận Winneshiek, tiểu bang Iowa, Hoa Kỳ. Năm 2010, dân số của thành phố này là 315 người.

## Dân số
Dân số qua các năm:
- Năm 2000: 293 người.
- Năm 2010: 315 người.